# 静岡県立静岡南部特別支援学校
静岡県立静岡南部特別支援学校（しずおかけんりつ しずおかなんぶとくべつしえんがっこう）は、静岡県静岡市駿河区曲金五丁目にある県立肢体不自由特別支援学校。

## 歴史
- 1980年（昭和55年）10月15日 - 静岡県立中央養護学校小鹿校舎が静岡県立静岡南部養護学校として独立
これ以前の歴史については静岡県立中央特別支援学校#歴史の項を参照のこと。
- 2008年（平成20年）4月1日 - 学校名を「静岡県立静岡南部特別支援学校」に変更[1]

## 設置学部
- 小学部
- 中学部
- 訪問部